# Retard Girl
"Retard Girl" är debutsingeln av den amerikanska rockgruppen Hole, utgiven i april 1990 på skivbolaget Sympathy for the Record Industry. Låten skrevs av bandets frontfigur, Courtney Love. Producent var Loves dåvarande make, James Moreland från gruppen The Leaving Trains. Paret skilde sig tre månader därefter, något som Love kommit att referera till ett "skämt". Låten utkom igen efter sju år på samlingsskivan My Body, the Hand Grenade (1997).

## Låtlista
1. "Retard Girl" (Love) – 4:47
2. "Phonebill Song" (Love/Erlandson)  – 1:48
3. "Johnnie's in the Bathroom" (Love/Erlandson) – 2:17

## Medverkande
Hole
- Courtney Love - sång, kompgitarr
- Eric Erlandson - sologitarr
- Jill Emery - bas
- Caroline Rue - trummor, slagverk

Tekniker
- James Moreland - producent, ljdutekniker
- Eric Erlandson - producent, ljdutekniker
- John Vestman - mixning, mastering